# 王恭廠大爆発
王恭廠大爆発（おうきょうしょうだいばくはつ、王恭廠の変、天啓爆発事件、晩明北京爆発事件など）は、中国で明朝の時代、天啓6年5月初6日(西暦1626年5月30日)、端午節次日巳時(午前9時)、北京西南部の王恭廠周辺で起こった爆発事件である。正史『明史』では火薬の自然発火による大規模な爆発だったとしている。野史『明季北略』天変邸抄では事件による怪奇現象についても記すが爆発の規模は正史と野史で大幅に異なる。
王恭廠の大爆発については、『明史』では「四・五里先まで爆発の噴煙で昼なのに夜のようだ」と伝え、『明季北略』が、「巨大な振動が数百里先まで伝わり、空が夜のように暗くなり、霊芝状の煙雲が天を衝いた」等と伝えており、巨大地震や竜巻、隕石が落ちた時のような現象が起きたとも考えられ、単純に火薬が爆発したというだけでは原因を説明できていない。さらに爆発後、地域や近隣の死傷者は皆全裸になっていたことから、不可解さを一層強くし、超自然の神秘的な色彩を帯びることとなった。
『明季北略』を信じるならば、爆発の規模は半径750メートル、面積2.25平方キロメートルに及び、2万人以上の死者を出したこととなり、爆発の威力は、TNT火薬1 - 2万トン分に当たると推定され、広島型原爆に匹敵する。
ただし、中国文学者の高島俊男が『明季北略』についてフィクションを交えているとしてかなり批判しており、史料価値の高い『明史』では爆発事故について野史より数段小さい規模だった可能性を示唆している。
王恭廠大爆発の原因は未だ解明されておらず、1908年6月30日にロシアのシベリアで発生した「ツングースカ大爆発」と並ぶ、人類史における大爆発事件となる。

## 正史『明史』及び『明実録』による事件の経過
張廷玉が編纂した正史『明史』では火薬の自然発火による爆発事故であったこと、死者が多数出たことを述べ、火薬の噴煙のせいで四里・五里四方（明の一里は約576mなので、約2.3キロ四方～約2.8キロ四方）が真っ暗になったことを記載している。また、『明史』の元になった明の史官の記録『明実録』熹宗実録巻七十一、天啓六年五月条にも同様の記載があるが、民間の野史と異なり死者は火薬工場の職人約30人と民衆537人だったとしている。
清の史官の張廷玉によれば、王恭廠では火薬の自然発火による爆発事故が起き、爆発音が絶えず、噴煙が空を遮り、昼なのにまるで真っ暗な夜のような状況が四里・五里（約2.3キロ四方～約2.8キロ四方）ほども続いたという。
『明実録』によれば被害は下記のとおりであった。
- 王恭廠の火薬工場内にいた職人約30人が焼死、呉二という職人だけが生存した。
- 家屋倒壊10930軒。
- 民衆の死者は537人。直ちに救出活動が行われた。

なお、張は明代の怪奇現象や都市伝説の類も『明史』五行志に詳細に調べてまとめているが、「王恭廠大爆発」については通常の火事の扱いをしている。張は火異（異常発火現象）についても調べ、「王恭廠大爆発」と同じ天啓６年に紫禁城の宮中の廟と門から謎の火が出たことも下記のように記しているが、野史のような「王恭廠大爆発」の怪奇現象については書いていない。
なお、張によれば王恭廠は後に「安民廠」と改名されたが、崇禎十一年にまた大規模な爆発事故を起こし、紫禁城の一部が破損し、民衆の死者が数え切れないほどであったという。張の調べによれば崇禎年間には類似の火薬製造工場で頻繁に爆発事故が起きており、崇禎十一年には三回も爆発事故が起きていたという。

## 王恭廠の概要
王恭廠は、工部により防具、銃砲、弓矢、火薬の製造のための造兵廠兼火薬庫で、在総人数は70 - 80人にのぼった。在京城（北京）軍所設の三大営(五軍営、三千営、神機営)の神機営は、明軍の主力であり、当時最先端の火器が配備され、最強の兵力だった。明朝末期には北京城内に6つの火薬局を設置し、王恭廠は当時の火薬製造工場や保管のための火薬庫として役割を担った。現在の西城区にある永寧胡同と、光彩胡同一帯に位置していた。

## 清の計六奇の野史『明季北略』天変邸抄による事件経過
清の計六奇の野史『明季北略』には、丙寅五月初六紀異・北京天変邸抄」というこの爆発事件の見聞記が引用されており、そこでは次のように記されている。なお、『明季北略』は北京大学図書館蔵の木版本の影印に依拠した。
『明季北略』にはこのあと、被害にあった人々の細かい描写が続く。皇帝は建物から逃げ出し、従者は即死し、紫禁城修理中の職人たち2000人も屋根から転落して即死したという。被害報告をした役人は当時明王朝を仕切っていた魏忠賢に「デマを流して民衆を扇動している」と言われ、魏の言いなりの皇帝は役人を叩き殺させたという。
この記録を取った人物（計六奇か？）が爆発事故の生存者に聞いたところ、なぜか服が脱げている人ばかりであり、彼はこれが明王朝滅亡の兆しだったのだろうと回想している。記録の中には「神様が麒麟に乗って出てきた」「事件の数時間前に裸足の坊さんが逃げろ逃げろと言っていた」「仙人らしき白髯を蓄えた老人を見た」など、神や僧侶、仙人が怪異を知らせようとしていたという伝説も記録している。助かった人の中には別居中の妻が仏像の前でお経を読んでいたので助かった、などの記載がある。この記録の末尾はこう終わる。
ただし、『明季北略』は計六奇という小説家が、清の時代になってから明代の生き残りから聞き取りをしたり、民間の記録を集めたものであるため、信憑性はかなり低い。中国文学者の高島俊男は、『明季北略』について李自成の基本資料として有名であること、張廷玉『明史』もこの本を参考にして書かれており、「事件の年月日や地名も一々ていねいにしるしてある。」としながらも「実にあてにならぬ」「眉につばをしないといけない」と批判し、ほとんどが清に入ってからの小説が元ネタであると結論付けている。そもそも正史と野史を比べると爆発の規模が大幅に違っている。

## 文献記載
爆発の状況に関しては前述の『明史』及び『明季北略』天変邸抄が主な史料である。この他、「明実録・熹宗実録」、「国榷」 、宦官の劉若愚が著した「酌中志」、北京の歴史と地理の書物「帝京景物略」、「宸垣識略」にも記載があり、明代の匿名の小説「檮杌閑評」の第40話でも言及されている。

## 影響
王恭廠爆発の災害規模は、薊州の城東角でさえ屋敷が何百件も崩壊したと伝えられている。爆発発生時の明王朝は、内政、外交ともに困難な状況で不安定であり、国家の政治は腐敗し、宦官が権力を独占し、善悪もなかった。災害の一報は迅速に全国に伝わり、朝廷内外を動揺させ、国内外も震撼させ、人心に不安を与えた。天啓年間に起きたどんな天災・人災も王恭廠の爆発被害には及ばなかったため、沈国元は「両朝従信録」の中で、「古今を通してもこの災害に匹敵するものはないだろう」と記している。多くの大臣が、この大爆発は天から皇帝への警告であると考え、次々と上書し、天啓帝に時弊を匡正し国の規律を正せと要求した。皇帝は罪己詔（ざいきのしょう）（己を罪する詔）を出さざるを得なくなり、厳しく反省することを表明し、大小の臣下らに対しても「洗心し仕事に尽くすことに務め、厳しく反省すること」と戒め、大明国家国土の長治久安を願い、万事災害がなくなるよう務め、かつ国庫のすべての黄金を災害救援に使うよう詔を発付した。このことは後に太監の筆によって明朝正史に記述された。

## 原因仮説
王恭廠大爆発の原因については、何世紀にも渡って様々な説が入り乱れている。地震を原因とした説、火薬が自然爆発した説、また地震と火薬及び可燃性ガスと静電気の同時作用によって爆発が引き起こされたという複合要因説がある。他に、天然ガス爆発説、隕石落下説、隠れた火山からマグマが噴出した説があり、さらに宇宙人の侵略説というものまで、多くの仮説がある。しかし王恭廠大爆発の記録には多くの奇妙な現象が記されており、これらの記載が真実であるという前提の下で、単一の要因で引き起こされたと言うには無理があり、どの仮説も全ての観点で納得のいく説明をすることはできていない。
一般的に人々に知れ渡っている王恭廠大爆発の原因の仮説は次の4つである。

### 地震説
歴史資料によれば、北京周辺では明王朝の間に100件以上の地震があった。史料となる当時の文献といえども爆発災害が地震によるものだと明確に書かれていないが、爆発前後の記述には「大震一聲」、「殿震」、「震撼天地」、「時息地震」、「震後」などがあり、地震説と多く対応する。王恭廠大爆発が地震により直接火薬庫爆発が促されて発生したという場合、震災の中心部（宣武門内大街以西、刑部街以南）は壊滅的だったのに対し、中心部から離れた真如寺、承恩寺等の建築物は大きな破壊を受けていないため、この地震は狭い面積で大きな揺れが起きた特性を持つことになるが、そうした地震は世界に前例がない。さらに、爆発で発生したキノコ雲も地震の現象ではない。また、爆発後に男女ともに裸だったり衣服がはだけていたという現象も、地震の余波では前例ない。このような王恭廠で記録された巨大衝撃波は、地震の歴史において前例がほとんどない。

### 竜巻説
竜巻は突発的で破壊的なもので、晩春から初夏にかけての季節に多く発生する。災害の範囲と、「死体が積み重なり、大気は汚れ天は燻り、瓦礫が空に溢れるように舞い上がる」光景は、この風の影響を受けていると見なせる。竜巻は被災範囲はだいたい100メートル区域の中で起き、その外側は平静のままであることが多く、被災地と非被災地の境界がはっきりしているのに対し、地震ははっきりしない。史実の記載によれば、石駙馬街の獅子の巨大石像が宣武門外まで飛ばされ、王恭廠の北側にある数千斤の重さの獅子の石像も南城壁の外に飛ばされたが、城壁は崩れなかったとされ、石像が飛ばされたのは竜巻の巨大な力によるものと見なすことができる。
しかし、災害前には「南西から雷のような音がした、犬も鶏も皆おびえるほど、振動の音がした、初九丑時にはまた西から大きな音がして、門や窓がガタガタ響いた、揺れの音は南は河西務、東は通州、北は密雲にまで達していた」というような兆候は、竜巻だけでは説明しにくい。

### 隕石説
文献に記載がある「吼えるような爆音」、「風と光の道の中に大きな光」、「巨大な振動音と急な落雷」、「深さ数丈の大穴」、「真上に上がった煙雲」、「雨のごとく空中から降り注ぐ巨石」、「煙と塵が空を覆い、白昼が晦冥」、「西安門一帯に米か麩のように飛び散った鉄の残骸」という状況は、地球への隕石落下、大気層との断熱圧縮熱で起きる隕石の火花や火球、および隕石衝撃で起きる振動や振動音等にかなり符合する。建造物が「突然倒れた」、「巨木が根ごと倒れた」、「大木が密雲まで飛んだ」、被災地数里が「粉々になった」という記載も隕石を原因とすることが可能である。人工衛星のスペクトルスキャン画像処理による方法によって、蓮花池と馬連道の一帯に円形のくぼみが見つかり、宣武門南西側にも6 - 7個の不揃いで不可解な半円があることが分かり、これらは隕石クレーターの可能性がある。
隕石説は「木材は燃えておらず、燃えた痕跡もなかった」という記述に説明をつけることもできる。隕石は地表に到達する前に燃え尽きてしまうからであり、隕石の衝撃の威力は「人や家畜、樹木、煉瓦が突然に空へ舞い上がらせ」ることも可能である。大地震と震音については、隕石落下の衝撃の振動と説明することもできる。

### 火薬爆発説
正史『明史』はこの説をとっている。王恭廠の火薬庫が災害の中心であったため、災害後には「王恭廠の焼失を防げず、首都に乱れを生じさせた」と言われている。また、王恭廠の爆発により「空が崩れ、暗闇は夜のようになり、一万室が沈没した」という膨大な死傷者と、王恭廠製の火薬の特殊性から、この事件は王恭廠の黒色火薬が爆発したことが原因と考える人が多い。歴史的記録によると、「5日に1回、三大営には3,000斤以上の火薬が送られてきた」という。これだけの量の火薬が燃え上がれば、一瞬にして高温高圧の気流が形成され、周囲に急速に広がり、衝撃で地面に穴ができ、建物を縦横無尽に倒壊させ、物を空中に飛ばし、「巨大な振動音と急な落雷」 が起きることもある。
なぜ火薬が爆発したのかについては、正史『明史』では自然発火だとしている。人為的な要因、つまり不注意な製造・輸送による摩擦起爆、あるいは後金がスパイを派遣して破壊させた可能性、あるいは、空気がない状態で火薬が分解し自然爆発した可能性、また、災害が発生した5月は乾季で空気の湿度が低く、火薬製造時に静電気や摩擦発火が起きやすかったとする学者の説が、後世に推論されている。
しかし、当時の普通の黒色火薬が、歴史資料に記述されているような、千斤の獅子像を街の外に吹き飛ばし、深さ数丈の巨大な穴を開け、男女の衣服を一掃して裸にしてしまうほどの2万トンのTNT火薬に相当する巨大な爆発力を持っていたのかどうか、火薬爆発説では説明できない。
また、王恭廠の爆発前に発生した地鳴りや火球などの兆候は、火薬の爆発によって生じたものと考えることはできない。また、最も科学的な反証として、明王朝は100年以上にわたって火薬庫を管理してきた歴史を持ち、その間に多くの保管に関する安全距離や安全規制が培われていた。
そして現代の火薬庫の爆発では、火薬庫すべてが同時に爆発を引き起こすようなケースはない。通常、先に火薬庫の一部が爆発して一つずつ爆発していき周囲の他の火薬庫に拡大していくため、中小規模の爆発が続くものであり、全てが一斉に爆発するような核爆発のような威力にはならない。